# Patrick Ottmann
Patrick Ottmann, né le 21 avril 1956 à Bischwiller (Bas-Rhin), est un footballeur français. Il évolue au poste de gardien de but.

## Carrière
Après une victoire en championnat de Division 3 groupe Est en 1977 avec le SR Haguenau, il commence sa carrière professionnelle au sein de ce en Division 2 1977-1978. Lors de cette saison il dispute 21 matchs. En 1978 il rejoint alors le RC Strasbourg. Il est remplaçant de Dominique Dropsy et joue dans l'équipe réserve. En neuf saisons au Racing, il totalise 33 rencontres en Division 1, étant le plus souvent cantonné au rôle de remplaçant,.

## Palmarès
- Champion de Division 3 (groupe Est) en 1977 avec les SR Haguenau.